# Dolichos tenuicaulis
Dolichos tenuicaulis är en ärtväxtart som först beskrevs av John Gilbert Baker, och fick sitt nu gällande namn av William Grant Craib. Dolichos tenuicaulis ingår i släktet Dolichos och familjen ärtväxter.

## Underarter
Arten delas in i följande underarter:
- D. t. lygodioides
- D. t. tenuicaulis